# 山姆·瓦伯頓
山姆·瓦伯頓，OBE（英語：Sam Warburton；1988年10月5日—）是一位威爾斯橄欖球運動員。他是威爾斯國家橄欖球隊的一員，代表威爾斯參加了2015年世界盃橄欖球賽。